# Lyndon Rush
Lyndon Rush (* 24. November 1980 in Humboldt, Saskatchewan) ist ein kanadischer Bobfahrer, der seit 2004 aktiv ist. Er gewann die Silbermedaille bei der Mixed-Bob-Skeleton-Mannschaftsmeisterschaft bei der Bob-Weltmeisterschaft 2008 in Altenberg. Rush wohnt derzeit in Sylvan Lake, Alberta, wo er als Immobilienmakler arbeitet.

## Werdegang
Lyndon Rushs Durchbruch als Bobfahrer geschah während des Bob-Weltcups 2009/2010, als er den Viererbobwettbewerb in Park City in Utah, USA, gewann. Lyndon Rush belegte auch den dritten Platz beim Vierbobwettbewerb in Cesana in Italien, was zu seiner derzeitigen Notierung als Dritter der Weltrangliste im Viererbob beitrug. Rush schaffte es zusammen mit Lascelles Brown, mit André Lange beim Zweierbobwettbewerb in St. Moritz gleichzuziehen. Das war ihr erster Sieg und Podiumsplatz im Zweierbobwettbewerb.
Rush startete für Kanada bei den Olympischen Winterspielen 2010 auf seiner Heimbahn im Whistler Sliding Centre. Im zweiten Lauf des Zweierbobwettbewerbes stürzte sein Bob, mit dem er und Lascelles Brown eine neue Startbestzeit erreicht hatten, sodass er nach Rang 3 im ersten Lauf beim zweiten Lauf auf den 21. Platz zurückfiel. Im Viererbob-Wettbewerb lag er beim 3. Lauf noch auf Rang 2, ehe er im 4. Lauf von André Lange überholt wurde und mit zwei Hundertstel Sekunden Rückstand die Bronzemedaille holte.
Bei der Bob-Weltmeisterschaft 2011 am Königssee startete Rush sowohl im großen als auch im kleinen Schlitten, hatte mit der Medaillenvergabe allerdings nichts zu tun. Im Mixed konnte er sich dagegen mit dem kanadischen Team die Bronzemedaille sichern. Ein Jahr später bei der Bob-Weltmeisterschaft 2012 in Lake Placid gewann er mit Anschieber Jesse Lumsden die Silbermedaille im Zweierbob. Seine letzte WM-Medaille errang er 2013 in St. Moritz als er im Mixed-Team erneut Bronze holte.